# Нижневартовский автобус
Нижневартовский автобус — система внутригородского маршрутного автобуса, работающего в г. Нижневартовске Ханты-Мансийского автономного округа.

## История
Датой начала автобусного движения в столице Самотлора следует считать 1971 год, когда был образован филиал Сургутского АТП. Филиалу были выделены 4 автобуса ЛАЗ и 5 автобусов ПАЗ. В 1972 году были открыты первые маршруты: «Старый Вартовск — Тайга» и «Старый Вартовск — Аэропорт», а также пригородный маршрут в Мегион. Постепенно предприятие развивалось, маршрутная сеть росла. В 1989 году из состава Нижневартовского ПОПАТ была выделена 3-я колонна, ставшая самостоятельным предприятием — ПАТП-1. В 1992 году НПОПАТ было преобразовано в ПАТП-2. В 1999 году весь автобусный парк полностью перешёл на платный проезд. В сентябре 2003 года была изменена маршрутная сеть, действовавшая до осени 2014 года. В том же 2014 году исследователи из СибАДИ (г. Омск) провели масштабную проверку маршрутной сети, по которой запланировано поэтапное изменение маршрутной сети.
В 2024 году, в связи с началом транспортной реформы в Нижневартовске, на маршруты города вышел перевозчик Московской области — ООО «Домтрансавто». На маршрутах нового перевозчика на линию вышли новые автобусы ЛиАЗ-5292 и Lotos-105 на КПГ, причём автобусы ЛиАЗ — не имеют кондиционеров, но будут ими дооснащены.

## Маршрутная сеть
| №  | Конечная остановка 1   | Конечная остановка 2           | Улицы следования | Перевозчик         | Примечания             |
| -- | ---------------------- | ------------------------------ | --- | ------------------ | ---------------------- |
| 3  | МЖК                    | п. У Северной Рощи             | Северная — Интернациональная — Маршала Жукова — Мира — Кузоваткина — 60 лет Октября — Лопарёва — Рабочая | ООО домтраснавто   |                        |
| 4  | Аэропорт               | п. У Северной Рощи             | Авиаторов — Мира — Дружбы Народов — 60 лет Октября — Лопарёва — Рабочая | ООО «домтрансавто» |                        |
| 5  | ДРСУ                   | п. У Северной Рощи             | 22П — Индустриальная — Мира — Героев Самотлора — Нововартовская — Ханты-Мансийская — Лопарёва — Рабочая | ООО «домтрансавто» |                        |
| 6  | Железнодорожный вокзал | ПАТП-2                         | Чапаева — Интернациональная — Северная — Маршала Жукова — Ленина — Индустриальная | ОоО «домтрансавто» |                        |
| 7  | ПАТП-2                 | Поликлиника «Строитель»        | 60 лет Октября — Нефтяников — Мира — Чапаева — Интернациональная — Северная — Кузоваткина | ОоО «домтрансавто» | Работает круглосуточно |
| 9  | Аэропорт               | п. У Северной Рощи             | Авиаторов — Индустриальная — Ленина — Ханты-Мансийская — Лопарёва | ООО «Домтрансавто» |                        |
| 10 | ПАТП-2                 | Авторынок                      | 60 лет Октября — Нефтяников — Мира — Ханты-Мансийская — Интернациональная | ООО «Домтрансавто» |                        |
| 11 | ДРСУ                   | УСЗН                           | 22П — Индустриальная — Мира — Нефтяников — 60 лет Октября — Нефтяников — Ленина — Кузоваткина — УСЗН — 60 лет Октября — Нефтяников — Мира — Индустриальная — 22П                                                                                      | ООО «Домтрансавто» |                        |
| 12 | ПАТП-2                 | Авторынок                      | 60 лет Октября — проспект Победы — Омская (Обратно: Ленина — Кузоваткина) — Маршала Жукова — Мира — Чапаева — Интернациональная | ООО «Домтрансавто» |                        |
| 13 | ПАТП-2                 | МЖК                            | Индустриальная — Ленина — Нефтяников — Мира — Ханты-Мансийская — Интернациональная | ООО «Домтрансавто» |                        |
| 14 | Железнодорожный вокзал | РЭБ флота                      | Чапаева — Ленина — Нефтяников — 60 лет Октября — 2П-2 | ООО «Домтрансавто» |                        |
| 15 | Железнодорожный вокзал | Аэропорт                       | Чапаева — Интернациональная — Северная — Авиаторов | ООО «Домтрансавто» |                        |
| 16 | ПАТП-2                 | МЖК                            | 60 лет Октября — Чапаева — Интернациональная — Нефтяников — Северная — Интернациональная | Ооо «домтрансавто» |                        |
| 17 | п. У Северной Рощи     | ДРСУ                           | п. У Северной Рощи — Лопарёва — Дружбы Народов — Мира — Чапаева — Железнодорожный вокзал (В сторону ДРСУ) — Северная — Интернациональная | ООО «Домтрансавто» |                        |
| 21 | Аэропорт               | ДРСУ                           | Авиаторов — Индустриальная — Мира — Кузоваткина — 60 лет Октября — Ханты-Мансийская — Мира — Героев Самотлора — Профсоюзная — Ханты-Мансийская — Интернациональная — Чапаева — Железнодорожный вокзал (В сторону ДРСУ) — Северная — Интернациональная | ООО «Домтрансавто» | Открыт 01.2016 г.      |
| 30 | Автовокзал             | Противотурбекулёзный диспансер | Северная — Чапаева — Мира — Индустриальная — автодорога «Нижневартовск — Сургут» — СОТ «Рябинка» (Обратно через ГПК) | ООО «Домтрансавто» |                        |

| №  | Конечная остановка 1 | Конечная остановка 2 | Улицы следования                                                                                      | Перевозчик         | Примечания |
| -- | -------------------- | -------------------- | --- | ------------------ | ---------- |
| 91 | Автовокзал           | СОНТ «Нефтяник»      | Северная — Чапаева — Мира — Индустриальная — автодорога «Нижневартовск — Сургут» — городское кладбище | ООО «домтрансавто» |            |
| 92 | Автовокзал           | Озеро                | Северная — Чапаева — 60 лет Октября — 2П2 — РЭБ флота                                                 | Домтрансавто»      |            |
| 93 | Автовокзал           | СОНТ «Буровик»       | Северная — Чапаева — Мира — Кузоваткина — 60 лет Октября — 2П2 — РЭБ флота                            | ООО «домтрансавто» |            |

| №  | Конечная остановка 1 | Конечная остановка 2        | Улицы следования | Перевозчик         | Примечания |
| -- | -------------------- | --------------------------- | --- | ------------------ | ---------- |
| 94 | п. СУ-496            | ДЖКХ (Школа № 7)            | п. Солнечный — п. Дивный — 2П-2 — 60 лет Октября — Кузоваткина — Омская — проспект Победы — 60 лет Октября — 2П-2 — п. Дивный — п. Солнечный | ООО «домтрансавто» |            |
| 95 | п. Солнечный         | ТК «Империя-Т» (Школа № 11) | п. Дивный — 2П-2 — Индустриальная — Мира — Нефтяников — 60 лет Октября — 2П-2 — п. Дивный                                                    | ООО «домтрансавто» |            |

| №   | Конечная остановка 1 | Конечная остановка 2 | Улицы следования | Перевозчик                         | Примечания |
| --- | -------------------- | -------------------- | --- | ---------------------------------- | ---------- |
| 101 | АВ Нижневартовск     | АС Мегион            | Северная — Индустриальная — автодорога «Нижневартовск — Сургут» — Мегион, Кузьмина                                  | ООО «ПАТП-1»; ОАО «Мегионское АТП» |            |
| 103 | АВ Нижневартовск     | АС Излучинск         | Северная — Чапаева — 60 лет Октября — Ханты-Мансийская — Интернациональная — автодорога «Нижневартовск — Излучинск» | ООО «ПАТП-1»                       |            |

Междугороднее автобусное сообщение связывает город с сёлами и посёлками района, городами Ханты-Мансийск, Нефтеюганск, Сургут, Лангепас, Когалым, Стрежевой, Радужный, Покачи, Тобольск, Тюмень и Курган.

## Подвижной состав

### ПАТП-1
В ПАТП-1 насчитываются следующие модели автобусов, включая их модификации:

#### Городские
- МАЗ-103.075 (9 шт., 2005—2006 г/в)
- МАЗ-103.076 (1 шт., 2008 г/в)
- МАЗ-103.415 (5 шт., 2019 г/в)
- МАЗ-104.021 (1 шт., 2002 г/в)
- МАЗ-104.Х25 (11 шт., 2004—2005 г/в)
- МАЗ-206.067 (4 шт., 2011 г/в)
- МАЗ-206.086 (7 шт., 2020—2021 г/в)

#### Пригородные
- МАЗ-103.С62 (5 шт., 2007 г/в)

#### Школьные
- КАвЗ-397653 (11 шт., 2006—2007 г/в)

#### Междугородние
- КАвЗ-4238.00 (8 шт., 2006 г/в)
- МАЗ-152.022 (1 шт., 2002 г/в)
- МАЗ-152.А62 (1 шт., 2006 г/в)
- Karosa C 956 Axer (6 шт., 2007 г/в)
- ПАЗ-32053-50 (2 шт., 2012 и 2014 г/в)
- КАвЗ-4235.32 (1 шт., 2011 г/в)
- Ford Transit (1 шт., 2007 г/в).

### ПАТП-2
В ПАТП-2 насчитывающие следующие модели автобусов, включая их модификации:
- МАЗ-103.075 (15 шт., 2006 г/в)
- МАЗ-103.076 (1 шт., 2008 г/в)
- МАЗ-104.Х25 (9 шт., 2004—2005 г/в)
- МАЗ-206.067 (11 шт., 2010—2011 г/в)
- МАЗ-206.068 (22 шт., 2013—2014 г/в)
- ПАЗ-32054 (3 шт., 2012 г/в). Сняты с эксплуатации в 2018 году
- ПАЗ-3237.01 (1 шт., 2007 г/в)

### ООО «Домтрансавто»
Парк ООО «Домтрансавто», согласно данным портала «Фотобус», по состоянию на 2024 год, насчитывает 232 автобуса:
- ЛиАЗ-5292.67 (156 шт., 2021 г/в)
- Lotos-105C02 (76 шт., 2023 г/в)

## Перевозчики
- ООО «Домтрансавто» — маршруты № 9, 10, 11, 12, 13, 14, 15, 17, 21, 30.
- ООО «Производственное автотранспортное предприятие № 1» — городские маршруты 3, 4, 5, дачные 91, 92, 93, школьные 94, 95, пригородные 101, 103. Адрес — ул. 9П, д. 28.
- ОАО «Пассажирское автотранспортное предприятие № 2» — городские маршруты 6, 7, 16. Адрес — Индустриальная ул., д. 8 стр. 4.

## Способы оплаты проезда
В автобусах проезд оплачивается наличными водителю на входе. Также можно оплатить проезд банковской картой и транспортной картой «ОТН». Стоимость проезда наличными и по банковской карте — 34 рублей, по транспортной карте — 33 рублей.